# Parade (theaterfestival)
De Parade is een rondreizend theaterfestival, dat plaatsvindt in de zomermaanden in vier Nederlandse steden, tot 2024 achtereenvolgens: Rotterdam (Museumpark), Den Haag (Westbroekpark), Utrecht (Moreelsepark) en Amsterdam (Martin Luther Kingpark). In 2025 worden Utrecht en Amsterdam omgedraaid om de locaties beter te laten passen bij verdeling van de zomervakanties en is de volgorde Rotterdam (Museumpark), Den Haag (Westbroekpark), Amsterdam (Martin Luther Kingpark) en Utrecht (Moreelsepark). Van 2020 t/m 2023 werd Rotterdam vervangen door Eindhoven, van 2020 t/m 2022 omdat de Parade door werkzaamheden aan het Museumpark tijdelijk niet op deze locatie kon staan en in 2023 omdat de data waarop de Parade was gepland in Rotterdam niet beschikbaar waren in de evenementenkalender. Als alternatief kregen inwoners van Rotterdam met hun Rotterdampas dat jaar korting op de Parade in Den Haag.In 2024 keerde de Parade echter weer terug in Rotterdam.
De organisatie is in handen van Terts Brinkhoff, Nicole van Vessum en Ray van Santen van de Stichting Mobile Arts. Brinkhoff startte met zijn eerste mobiele festival in Amersfoort (Traktor Toernee).
Het festivalterrein ziet eruit als een kermis door de vele kermistenten, een zweefmolen en wereldrestaurants. In de tenten wordt een gevarieerd programma aan kunst, theater en muziek aangeboden.
Bezoekers kunnen kiezen uit verschillende voorstellingen, die vaak speciaal voor het festival gemaakt zijn. Alle voorstellingen worden meerdere keren per avond gespeeld. De voorstellingen duren in de meeste gevallen een half uur, zodat een bezoeker meerdere voorstellingen kan bekijken. Er worden per voorstelling kaartjes verkocht. Ook het terrein is alleen te betreden na betaling van toegang.
De Parade-medewerkers overnachten op een geïmproviseerde camping, meestal naast het festivalterrein.
De Parade is, evenals theaterfestival Boulevard in 's-Hertogenbosch, voortgekomen uit het internationaal reizend theaterfestival Boulevard of Broken Dreams, dat bestond tussen 1984 en 1987. In de zomer van 2010 vierde de Parade zijn 20e jubileum met 258.000 bezoekers.
In 2017 ontving de Parade een kwart miljoen bezoekers, de optredens in Amsterdam trokken met 106.000 bezoekers de meeste belangstellenden. Deze 27e editie van de Parade nam 54 dagen in beslag. Er speelden 81 theatergroepen en 46 bandjes.
Gerenommeerde Parade-acts zijn onder andere De Levende Jukebox, Loes Luca met Nenette et les Zezettes, Orkater, Pierre van Duijl met zijn Dopegezinde Gemeente, Van Houts en De Ket, Hendrick Jan de Stuntman, Ellen ten Damme en de Stille disco van Nico Okkerse.
De beste voorstelling van het seizoen wordt elk jaar bekroond met "de Mus". In 2010 werd "de Mus" gewonnen door Nanine Linning met de dansvoorstelling Dolby. In 2016 reikte de directie aan alle 88 deelnemende theatermakers De Mus uit.
In 2023 vond de Parade voor het eerst ook in de winter plaats. Deze Winterparade vond van 26 t/m 30 december plaats in de Tolhuystuin in Amsterdam.

## Trivia
- Bij de Utrechtse versie, in het Moreelsepark, legde door toedoen van de Parade een bekende monumentale boom het loodje.[4]